# Lippincott
A Lippincott amerikai márkastratégia- és designcég. Székhelye New Yorkban van, az Oliver Wyman Group tagja, a Marsh & McLennan egyik Companies üzletága.

## Története
A céget Dohner & Lippincott néven 1943-ban alapította Donald R. Dohner és J. Gordon Lippincott, akik együtt tanítottak a Pratt Intézetben Brooklynban, New Yorkban. Dohner az év decemberében bekövetkezett hirtelen halála után a nevet J. Gordon Lippincott & Associatesra változtatták. Az 1940-es évek végén Lippincott egyesítette erőit Walter P. Marguliesszel, és a cég a Lippincott & Margulies nevet kapta.
A cég korai tervezési munkái közé tartozik a Campbell Soup Company vörös-fehér doboza, az FTD Mercury logója, a Betty Crocker kanala, a General Mills-termékek G-je és a Coca-Cola logójának változatai. 1947-ben Preston Tucker gépkocsi-tervező a J. Gordon Lippincott & Associatest szerződtette Alex Tremulis designer helyére, hogy újratervezze a Tucker 48-at. A Lippincott csapata egy új felületet tervezett, és módosította az autó hátsó végét, hogy megfeleljen a Tremulis által korábban kifejlesztett oldalaknak és tetőnek.
2003-tól 2007-ig a céget Lippincott Mercer néven ismerték.